# The Avengers: Earth's Mightiest Heroes
The Avengers: Earth's Mightiest Heroes (en Hispanoamérica: Los Vengadores: Los héroes más poderosos del planeta, en España: Los Vengadores: Los héroes más poderosos de la Tierra) es una serie de dibujos animados estadounidense creada por Marvel Animation, Team Freevolt Studios y DPS Film Roman basada en el equipo de superhéroes de Marvel Comics Los Vengadores para Disney XD. Presentada en la comicon de San Diego 2008 y estrenada en el 2010 por la cadena de televisión Disney XD a partir de veinte cortos. El argumento de la serie, es una mezcla del Universo 616 (el Universo Marvel tradicional), junto con el Universo Marvel Ultimate, de ahí que se den algunas diferencias claras entre la línea de continuidad tradicional y la Ultimate. Dicho lo anterior, la serie en sí, representa una nueva visión del grupo de héroes, diferente por ejemplo a la vista en el universo tradicional de la Marvel, donde el grupo se forma para detener a Hulk controlado por Loki donde se origina por iniciativa de Nick Fury, director de S.H.I.E.L.D.; sin embargo; como ya se mencionó, posee características de ambos universos.

## Argumento

### Primera temporada
Cuando los supervillanos más peligrosos del mundo escaparon de la Bóveda, el Cubo, la Casa Grande, y la Balsa, cinco de los héroes más poderosos de la Tierra crean una alianza de lucha contra el crimen llamado Los Vengadores. El equipo está compuesto -inicialmente- por Hank Pym (que asume tanto sus alteregos Ant-Man como Giant-Man), Hulk, Iron Man, Thor y la Avispa. Capitán América, Pantera Negra y Ojo de Halcón se unen a la lista convirtiéndose en miembros del equipo, que enfrentará las amenazas de invasiones alienígenas, mutantes, científicos, monstruos, robots, viajeros del tiempo y muchas más a lo largo de la serie.

### Segunda temporada
Los Vengadores regresan a la tierra, pero sin Thor ya que se quedó a reconstruir Asgard. Hank Pym abandona los vengadores definitivamente y se ve envuelto en problemas por el robo de su traje. Ahora, el Capitán América, Iron Man, Hulk, Avispa, Ojo de Halcón y Pantera Negra quedan como los Vengadores, también con Capitana Marvel, que se les une. Se enfrentan contra nuevos villanos, y con las razas de los Skrull y Kree, ya que los Kree les causa problemas por querer esclavizar a los humanos, y los Skrull piensan gobernar la Tierra cambiando su forma a los humanos más importantes, como el Capitán América. Luego Hank Pym vuelve a los vengadores como Yellow Jacket, Thor se incorpora cuando los vengadores más lo necesitan y Visión se les une también, al igual que Spider-Man y la Viuda Negra.

## Episodios
| Temporada | Temporada  | Episodios | Emisión Original (Estados Unidos) | Emisión Original (Estados Unidos) |
| Temporada | Temporada  | Episodios | Primera emisión                   | Última emisión                    |
| --------- | ---------- | --------- | --------------------------------- | --------------------------------- |
|           | Minisódios | 20        | 22 de septiembre de 2010          | 15 de octubre de 2010             |
|           | 1          | 26        | 20 de octubre de 2010             | 26 de junio de 2011               |
|           | 2          | 26        | 01 de abril de 2012               | 05 de mayo de 2013                |

## Personajes

### Los Vengadores
- Capitán América/Steve Rogers: el líder nato del equipo. Es el primer súper soldado de los Estados Unidos. El Capitán América quedó congelado en las profundidades del océano ártico desde hace décadas al intentar frustrar la huida de Cráneo Rojo en la Segunda Guerra Mundial, pero fue encontrado y revivido por los vengadores que buscaban a Hulk. En la segunda temporada es reemplazado por un Skrull y enviado al espacio exterior junto con otros héroes y supervillanos. Logra volver y derrotarlos junto con los demás Vengadores.
- Iron Man/Tony Stark: es un inventor multimillonario cuyas creaciones han caído en manos de grupos como S.H.I.E.L.D. e Hydra. Tony Stark utiliza su armadura de alta tecnología para tratar de reclamar lo que es suyo y para detener la destrucción que ambas organizaciones causan con dicha tecnología. Es el líder interino de Los Vengadores. Al inicio de la serie tiene problemas con El hombre hormiga y la Pantera Negra. Con el primero debido a las acciones tomadas con Simon Williams para que este se convirtiera en el Wonder Man, y con T'Challa debido a las aplicaciones del Vibranium por parte de Stark Industries, antes que Stark se convirtiera en Iron Man.
- Hombre Hormiga/Hombre Gigante/Hank Pym/Yellow Jacket (segunda temporada): es un científico que inventó las Partículas Pym, una sustancia subatómicas que le permite a sí mismo reducirse al tamaño de una hormiga y expandir su cuerpo hasta el tamaño de un rascacielos. Suele ir con un método diplomático de resolver las cosas, solo lucha si es necesario. Se desempeña como estratega del equipo y táctico. La personalidad que se usa en esta serie lo muestra diferente a las versiones del cómic y películas donde ha sido visto, siendo el personaje más moral e ingenuo del equipo (además de Janet, de quien está enamorado). Al ser YellowJacket su personalidad cambia rotundamente.
- Pantera Negra/T'Challa: escapó de "Wakanda" (una isla pequeña en África) cuando su padre fue derrocado por el Hombre-Mono, ayudado por Klaw. Buscó ayuda en Los Vengadores para recuperar su patria y el trono, y tras lograrlo se les unió.
- Ojo de Halcón/Clint Barton: es un exagente de S.H.I.E.L.D. Barton fue aparentemente traicionado por su excompañera, la Viuda Negra. Empeñado en limpiar su nombre, se une a Los Vengadores para luchar contra el mal y exponer a la Viuda Negra como una doble agente.
- Hulk/Bruce Banner: es un monstruo incomprendido y el otro yo de Bruce Banner, forzado a una vida de ser siempre perseguido por las fuerzas militares y a luchar con el siempre vigilante General Ross. Su alter ego, Bruce Banner, decidió no deshacerse de Hulk después de hablar con él y llegar a creer que hay un lugar para Hulk en el mundo. Dejó el equipo, pero más tarde se reincorporó tras detener al Líder y sus planes de expandir la radiación Gamma en el mundo. Su frase más conocida es "¡Hulk es el más fuerte que existe!", generalmente seguido de una demostración de esa afirmación.
- J.A.R.V.I.S.: es la I.A. (Inteligencia Artificial) creada por Tony Stark. Integrada en su armadura y las instalaciones de Industrias Stark. J.A.R.V.I.S. es también la I.A. de la mansión de Los Vengadores.
- Thor/Thor Odinson: es el dios nórdico del trueno y uno de los más fuertes guerreros de Asgard. Thor decide pasar su tiempo en Midgard (la Tierra) para ayudar a los seres humanos frente a las amenazas sobrehumanas. Thor se siente atraído por la valiente y abnegada paramédico, Jane Foster.
- Avispa/Janet Van Dyne: es la socia de negocios de Hank Pym (en la mayoría de las demás series y cómics es su esposa). Jan es impetuosa y la más joven del grupo. Es quien tuvo la idea de nombrar el equipo "Los Vengadores". Janet es coqueta con Hank, aunque una vez coqueteo con Hulk, posiblemente para hacerlo convertirse en Bruce Banner.
- Miss Marvel/Carol Danvers: llamada originalmente en los cómics "Miss Marvel" es una trabajadora de S.W.O.R.D. que al ser expuesta a Marvel, obtiene poderes Kree de canalización de energía, y se vuelve "Miss Marvel" para ayudar a S.W.O.R.D.. Después se une a los Vengadores por una petición de Iron Man. En la serie el nombre deriva en honor del Kree que le dio sus poderes. Tiene la fuerza de Hulk y la valentía de Thor.
- Visión (segunda temporada): es un robot creado por Ultron que es capaz de alterar su densidad, de esa forma es capaz de volverse más ligero que el aire para poder volar o tan duro como el diamante e incluso hacerse intangible, y puede disparar un láser de la gema que tiene en su frente. Él se rebeló a Ultron porque decía que para ser perfecto había que ser lo más humano posible y no como Ultron pensaba, además él tenía sentimientos y respeto por la humanidad a diferencia de su creador.
- Thunderbolt Ross/Hulk Rojo (segunda temporada, momentáneamente): Comenzó siendo parte del grupo "Código Rojo" hasta su separación. Cuando Hulk perdió el control de la transformación, Hulk rojo apareció para detenerlo, y lo nombraron vengador. Capitán América descubrió que en verdad era Ross y que había manipulado a Hulk para que destruyera todo con un implante en la cabeza. Luego lo arrestaron y lo expulsaron de los vengadores.
- Spider-Man/Peter Parker (segunda temporada): Primero ayudó al Capitán América a vencer a la Sociedad Serpiente y luego tras derrotar a Kang, lo nombraron Vengador. Es el mismo de la serie The Spectacular Spider-Man Porque confirmaron los creadores que están en el mismo universo.

### Agentes de S.H.I.E.L.D.
- Nick Fury: director de S.H.I.E.L.D., modifica la tecnología Stark para su uso propio, además de querer convertir a algunos héroes en agentes de S.H.I.E.L.D. para que trabajen para él. Desaparece en la mitad de la Primera Temporada por los Skrull, pero regresa para informar a Maria Hill y a Tony Stark. En la segunda temporada cambia su apariencia al del UCM.
- Jack Fury: comandante de S.H.I.E.L.D., padre de Nick Fury. Líder de los Comandos Howling en la Segunda Guerra Mundial.
- Maria Hill: Es la mano derecha de Nick Fury, y es la encargada de "observar" a los superhéroes (Los Vengadores, Spiderman, X-Men). Cuando Nick Fury desaparece, ella se vuelve la directora de S.H.I.E.L.D. y quiere que los Vengadores trabajen para S.H.I.E.L.D.
- Viuda Negra/Natasha Romanoff: Agente con Nivel Acceso de Seguridad Clase "Campeón", es a su vez supuesta agente de Hydra. Traicionó a Ojo de Halcón para que S.H.I.E.L.D. creyera que él era el doble agente pero en verdad solo sigue órdenes de Nick Fury. Le da un beso a Ojo de Halcón en el capítulo 21 de la primera temporada.
- Pájaro Burlón/Bárbara Morse: Agente de S.H.I.E.L.D., ella aparece cuando Clint Barton (Ojo de Halcón) va en busca de la Viuda para detenerla en la Isla Hydra (en el capítulo El piquete de la viuda). En la Segunda Temporada, durante la invasión Skrull, es uno de los personajes reemplazados por los skrull impostores.

Para el doblaje en español, S.H.I.E.L.D. significa Servicio Homologado de Inteligencia, Espionaje, Logística y Defensa.

### Otros héroes
- Beta Ray Bill: Un korbinita cuyo planeta fue destruido por la aparición de Surtur, y que fue modificado genéticamente para proteger a los Korbinitas supervivientes hasta encontrar un planeta fuera de peligro, comandado por la nave Skuttlebutt. Peleó con Thor pensando que era un aliado de Surtur, y descubre que puede empuñar Mjolnir. Viendo el objetivo de Beta Ray Bill, Odín le entrega (forjado por Eitli) el Destructor de Tormentas, y con ayuda de Thor y Sif, consiguen expulsar a los demonios de fuego de Surtur.
- James"Bucky"Barnes/El Soldado de Invierno: El mejor amigo y compañero de Steve Rogers. Muere en la última batalla contra el Cráneo Rojo, pero gracias al poder del Cubo Cósmico, queda también congelado, pero con un brazo amputado y encontrado por Hydra quien le ponen un brazo biónico, y el mismo Cráneo Rojo le hackea la memoria para convertirlo en un asesino longevital, sin patria y sin honor. Sin embargo el se rebeló contra Cráneo Rojo para ayudar al Capitán América, y junto con Nick Fury, consiguen que recupere la memoria, y que los ayudara a vencer al Cráneo Rojo de una vez por todas.
- Sam Wilson/Falcon: Es un héroe con un traje que le permite volar y lanzar plumas afiladas. Se unió al equipo del gobierno de los EE. UU., conformado por Winter Soldier y Leonard Samson para la creación del Hulk Rojo y así poder vencer a Hulk. Regresa en el episodio «Código Rojo» peleando contra Ojo de Halcón terminando en la derrota de Falcón. En la Base de S.H.I.E.L.D. se descubre que estuvo controlado mentalmente, por lo que fue puesto a tratamiento.
- James"Logan"Howlett/Wolverine: Mutante con el esqueleto de Adamantium, garras metálicas similares a las de un felino, sentidos animales potenciados, y poder mutante de curación instantánea, haciéndolo inmortal. Era miembro de los Comandos Aulladores del Capitán América durante la Segunda Guerra Mundial, y en tiempos del siglo XX, ya convertido en Wolverine, y miembro de los X-Men, se une al equipo Los Nuevos Vengadores para vencer a Kang.
- Los 4 Fantásticos: Equipo que está compuesto por 4 personas que consiguieron poderes sobrenaturales al ser expuesto a radiación cósmica. Está compuesto por:
  - Mr. Fantástico/Reed Richards: El líder del grupo y con la capacidad de estirar su cuerpo a distancias, además de una gran intelecto. Es el creador junto a Tony Stark y Hank Pym de la Prisión 42.
  - Susan "Sue" Storm/Mujer Invisible: La única mujer del grupo, con la capacidad de volverse invisible, y crear campos de fuerza.
  - Johhny Storm/La Antorcha Humana: El hermano menor de Sue, con la habilidad de prender su cuerpo y lanzar fuego, además de volar a grandes velocidades.
  - Ben Grimm/La Mole: Piloto aero-espacial, y el más fuerte del equipo, ya que su cuerpo está formado por rocas que lo hacen tener super fuerza,
- Coronel James Rodhes/Máquina de Guerra: Amigo de Tony Stark, el cual le diseñó un traje especial.
- Daniel Thomas Rand-K'ai/Puño de Hierro: Junto a Luke Cage son héroes a sueldo.
- Carl Lucas/Luke Cage: Junto a Puño de Hierro son héroes a sueldo.
- Scott Lang/Hombre Hormiga II: Gracias a que Hank Pym le regaló su traje, ahora es el nuevo Hombre Hormiga.
- Daisy Louise Johnson/Quake: Una agente de S.H.I.E.L.D que trabaja para Nick Fury, tiene el poder de crear ondas sísmicas.
- Sif: Guerrera de Asgard y compañera de Thor.
- Guardianes de la Galaxia

## Antagonistas

### Hydra
- Barón Wolfgang Von Strucker/Barón Strucker: Líder de Hydra, fue uno de los 74 supervillanos que se fugaron de las prisiones de S.H.I.E.L.D. Su único poder es el de absorber la energía vital de aquellos a quien toca con su guante.

- Ophelia Sarkissian/Madame Víper: Una de los tres tenientes de Strucker en Hydra. Es reemplazada por una Skrull impostora. La verdadera regresa en la Invasión Skrull con la ayuda del Capitán América y se une a la Sociedad de las serpientes.

- El Segador/Erick Williams: Teniente mano derecha del Barón Von Strucker, lleva una especie de hoz donde debería estar su mano derecha.

### Amos del Mal
- Loki: Es el hermano de Thor. Desde que fue desterrado a "la Isla del Silencio" juró vengarse. Envía a Amora/Encantadora a reclutar villanos fugitivos para destruir a Los Vengadores. También fue quien provocó la fuga para destruir a Thor.

- Amora/La Encantadora: viene de Asgard, y es una hechicera al servicio del dios del caos propennso a las mentiras Loki hermano de Thor. Amora tiene a su servicio a Executioner (El Verdugo en Hispanoamérica) el cual le es fiel pese a que Amora esta profundamente enamorada de Thor. En la segunda temporada se convierte en la Reina demonio por la manipulación de Surtur.

- Skurge/El Verdugo/Ejecutor: es un asgardiano y el leal sirviente de la Encantadora, él es leal a Amora y es capaz de derrotar en combate a Hulk.

- Barón Heinrich Zemo: autoproclamado líder de los amos del mal y el enemigo del Capitán América; Lucharon en la Segunda Guerra Mundial, anterior líder de Hydra. En el episodio 9 busca venganza por el Capitán América por infectarle con el´´Virus X´´. En el presente tuvieron un enfrentamiento en el que Pantera Negra salvó al Capitán América cuando el Barón Zemo lo tenía derrotado. Se alió con Amora para eliminar al Capitán América.

- Dr. Arnim Zola: Científico devoto de red skull que transformó su mente en una entidad robótica tras enterarse de que su cuerpo sufría una enfermedad terminal.

- Emil Blonsky/Abominación: trabajaba antiguamente bajo las órdenes de Thunderbolt Ross, pero luego de infectarse con rayos Gamma se transformó en un monstruo, pasando de trabajar con el líder a estar con el Barón Zemo.

- Simon Williams/Hombre Maravilla: era un empresario dedicado a la tecnología, pero cuando Tony Stark/Iron Man compra su compañía recurre al Segador (aparentemente su hermano) para vengarse, llevándolo con MODOK, el cual lo sometió a un experimento en el que usando una tecnología experimental hizo que se convirtiera en un ser de pura energía de iones. Al final del episodio se desvanecería, pero Amora lo reviviría con su magia. En la segunda temporada, muere al sacrificarse para salvar a los Vengadores de La Encantadora de Barón Zemo.

- Anton Vanko/Dínamo Carmesí: enemigo recurrente de Tony Stark/Iron Man quién también se vale de una armadura tecnológica para el combate.

- Arthur Parks/Láser Viviente: enemigo de Tony Stark/Iron Man con la habilidad de manipular su dencidad y de moverse a la velocidad de la luz. Se une al final de la primera temporada.

- Curtis Carr/Chemistro: es un villano promedio que se equipa con una pistola de alquimia que se desintegra y se corroe cualquier cosa, y cualquiera que se interponga en su camino. Se une al final de la primera temporada.

- Gárgola Gris/Paul Pierre Duval: es un supervillano con la habilidad de convertir a quien sea en piedra. Se une al final de la primera temporada. En su última, después de convertir a Karnilla (la guardiana de las Piedras Norn) en piedra, Gárgola Gris fue traicionado y asesinado al parecer fuera de pantalla por el Verdugo. La Encantadora le dijo al Barón Zemo que Gárgola Gris "no lo logró."

### Skrull
- Veranke: Es la Reina Skrull, quién toma la apariencia de Pájaro Burlón.
- Skrull Infiltrado/Capitán América
- Super Skrull (Skrulls genéticamente mezclados con los poderes de todos los héroes).

### Kree
- Yon-Rogg
- General Marvel
- Quasar
- Ronan el Acusador
- Inteligencia Suprema

### Otros villanos
- Pensador Loco es un supervillano y tiene una inteligencia promedio. Fue uno de los 74 villanos que escaparon de la casa grande.
- Torbellino/David Cannon (Rival de Avispa) es un mutante con la capacidad de crear torbellinos.
- Ulisses Klaw es un cazador furtivo que quiere todo el vibranium de Wakanda tiene por mano un objeto capaz de controlar los sonidos sonicos.
- M'Baku/Hombre Mono es el enemigo de wakanda. Derrotó al primer pantera negra y tomó el control de wakanda. Al final T chala junto con los vengadores lo derrotaron.
- Mandril es un mandril mutante con el poder de crear feromonas y controlar a las mujeres.
- Donnie Chill/Ventisca un villano mutante con el poder de disparar vestisca de hielo. Fue hecho prisionero en la Zona Negativa.
- Samuel Sterns/El Líder (Autodenominado, el más inteligente ser del universo) es el enemigo de Hulk y el más inteligente creó un domo Gamma para que todas las personas sean como él.
- Johann Schmidt/Cráneo Rojo (Expuesto al experimento de Supersoldado, archirrival del Capitán América) creó un equipo para capturar a Hulk y expuso un virus Rojo a las personas para que culpen a los Vengadores y quiso vengarse del Capitán.
- Tecnívoro
- Carl "Crusher" Creel/Hombre Absorbente es el enemigo de Hulk. Fue expuesto a radiación gamma y tiene el poder de Absorber todo como la tierra, el agua, etc..
- M.O.D.O.K./George Tarleton (Líder de I.M.A.)
- Brigada de Demolición son los enemigos de Thor.
- Franklin Hall/Gravitón (Primer rival de los Vengadores) fue un científico que trabajo para S.H.I.E.L.D., pero por un accidente con gravitonio obtuvo el poder de la Gravedad se volvió loco y fue puesto en la balsa una prisión donde ponen a todos los villanos peligrosos,
- Ivan Kragoff/Fantasma Rojo es un villano que escapó de la Casa Grande una Cárcel. Tiene el poder de volverse fantasma y tiene tres super simios. Hulk, junto con Thor, los derrotaron.
- Sociedad Serpiente son una sociedad de serpientes mutantes. Son liderados por Madame Víbora.
- Chen Lu/Hombre Radioactivo es un villano que fue expuesto a radiación gamma y tiene un traje para evitar que toda la radiación mate a todos.
- Kang el Conquistador (Viene del futuro para salvar la Tierra de la Guerra Kree-Skrul) es del futuro. Conquistó la Tierra y tiene tecnología avanzada. Descubre que el tiempo se rompe, porque su imperio deja de existir y su esposa está a punto de morir. Viaja al pasado y descubre que fue el Capitán America que cambió el futuro.
- Ultron 5-6 (Creación de Hank Pym se rebela contra este y es el creador de Visión) Ultron tiene inteligencia propia y quiso sustituir a los Vengadores por robots. Al final es destruido.
- Victor Von Doom/Dr Doom (Rival de los 4 Fantásticos) fue el primero en enterarse de la invasión Skrull y descubrió que Sue es una Skrull.
- Surtur (Demonio de fuego, enemigo de Thor)
- Thunderbolt Ross/Hulk Rojo (Rival de Hulk) es el general del ejército y siempre quiere capturar a Hulk.
- Zebediah Killgrave/Hombre Púrpura es un villano que fue prisionero en la Balsa pero escapo controlo las mente de los vengadores pero gracias a Vision lo derrotaron.
- Super Skrull es un Skrull Geneticamente Modificado para copiar todo los poderes de los héroes.
- Ronan el Acusador (Juez-verdugo de los Kree) es un kree que fue a la tierra para Enjuiciarla por evitar que el Imperio kree conquiste la Tierra.
- Galactus (Un ser supremo cósmico devorador de planetas)
- Inteligencia Suprema (Líder de los Kree)
- Zzzax es un villano de Hulk, fue expuesto a radiación Gamma y ahora es una criatura eléctrica.
- Grifo es un mutante que fue prisionero en la casa grande, pero escapó.
- Malekith (Líder de los elfos oscuros, enemigo de Thor)
- Hela (Hija de Loki)
- Wendigo es una criatura blanca. Escapó de la Balsa

## Doblaje en Hispanoamérica
- Noé Velázquez: Tony Stark/Iron Man/fighton
- Dafnis Fernández: Thor
- Óscar Flores: Bruce Banner
- Juan Carlos Tinoco: Hulk
- Raúl Anaya: Steve Rogers/Capitán América
- Edson Matus: Clint Barton/Ojo de Halcón
- Mario Castañeda: Hank Pym/Hombre Hormiga-Gigante-Chaqueta Amarilla
- Marisol Romero: Janet van Dyne/Avispa
- Alfredo Gabriel Basurto: T'Challa/Pantera Negra
- Kerygma Flores: Carol Danvers/Capitana Marvel
- Gabriela Gómez: Pepper Potts
- Juan Antonio Edwards: Marv-Vell/General Marvel
- Jesús Cortez: Baron Von Strucker
- Rubén Moya: El Segador
- Rolando de Castro: Nick Fury
- Gerardo García: Jarvis
- Xóchitl Ugarte: Natasha Romanoff/Viuda Negra
- Gabriela Ugarte: Barbarra "Bobbi" Morse/Pájaro Burlón
- Germán Fabregat: Loki
- Arturo Mercado: Franklin Hall/Graviton
- Juan Carlos Malanche: Brian Calusky/Martinete
- Jorge Santos: General Thaddeus "Thunderbolt" Ross
- Ismael Castro: Arnim Zola
- José Gilberto Vilchis: Barón Zemo
- Eduardo Fonseca: Emil Blonsky/Abominación
- José Luis Miranda: Anton Vanko/Dínamo Carmesí
- Roberto Mendiola: James Rhodes/M.O.D.O.K.
- José Luis Rivera: Simon Williams/Wonder Man
- Humberto Solórzano: Nathaniel Richards/Kang el conquistador
- Adriana Casas: Encantadora

## Equipo
- Joshua Fine - Productor supervisor
- Christopher Yost - Editor de historia
- Vinton Heuck - Director
- Sebastián Montes - Director
- Jamie Simone - Casting y director de voz

## Planes cancelados del futuro de la serie
Según Christopher Yost, si se hubiera dado la 3.ª temporada, la primera mitad de la temporada habría tenido a Surtur como principal antagonista en una adaptación del Ragnarök, y la segunda mitad se habría enfocado en presentar a los X-Men, donde se habría centrado en Avengers vs. X-Men, en el que la Fuerza Fénix habría jugado un papel importante. Siendo una temporada enfocada en "magia y mutantes". También se mencionó que su alienación de los X-Men habrían sido Profesor X, Cíclope, Marvel Girl, Wolverine, Nightcrawler, Tormenta, Shadowcat, Coloso, Rogue, entre otros que haya sido necesarios. Se preveía un episodio en el que los X-Men se unieran a los Vengadores para derrotar también a villanos comunes, como Magneto, su hermandad, Merodeadores, Silver Samurai, Omega Red y más.
Debido a cambios entre los ejecutivos en la dirección de la segunda mitad de la 2.ª temporada (los episodios posteriores a la adaptación de Secret invasion), los productores de la serie recibieron nuevas órdenes que alteraron el desarrollo del programa. La historia del Cráneo Rojo se había concebido originalmente para ser parte de una saga de la tercera temporada y que se extendiera en una hipotética cuarta temporada, antes de comprimirse en un arco secundario de la última mitad de la 2.ª temporada. Así como se consideró que la historia de Ultron sin límites y su plan de reemplazo robótico fue introducida muy pronto luego de la invasión Skrull con una historia similar, deseándose que ese arco se hubiera llevado a las temporadas posteriores. Además, entre ideas descartadas o modificadas que podrían haber sido rescatadas en la continuación de la serie, Cristopher Yost menciona que se quiso introducir a Nova, en un episodio centrado en él, desde la 2.ª temporada y que el Silver Surfer no pudo ser usado en la serie por una prohibición de los ejecutivos. Por otro lado, mencionó que Spider-Man originalmente debía ser la misma versión de The Spectacular Spider-Man, y que el episodio de "Along Came a Spider" se escribió como si fuera continuación de la cancelada serie (sin embargo, se evito las pretensiones de que sucedan en un mismo universo por problemas de derechos de autor con Sony y el reemplazo de voz de Josh Keaton por Drake Bell, además de que al Peter Parker de Spectacular se le asigno su propia Tierra-26496 por Marvel Comics, y su creador, Greg Weisman, niega la conexión con su proyecto), sin embargo, permite especular que el Peter Parker de Avengers Earth's Mightiest Heroes (Tierra-8096) habría revelado en las siguientes temporadas que tendría un pasado muy similar a la historia de la versión de Spectacular. También se planeo originalmente adaptar el arco de los cómics "Emperador Doom" (con la aparición del Hombre Maravilla y la Bruja Escarlata),  antes de que se altere en el episodio "Emperador Stark". Otras ideas eran la de presentar al Soldado del Invierno de un modo más letal, aunque menos poderoso. Así como que Falcon y Mockingbird se unan a los Vengadores.  Finalmente, originalmente se quería hacer que el final de la 2.ª temporada sea de 3 partes donde los Vengadores explorasen más el Planeta Hala (capital del Imperio Kree) luego de derrotar a la Inteligencia Suprema, y conocer más de su cultura y sus implicaciones en la historia cósmica de Marvel; finalizando todo en un enfrentamiento contra Galactus ahí en vez de la Tierra. A su vez, ese final de temporada habría hecho que originalmente el capítulo de los Nuevos Vengadores sucediera luego de Operación Tormenta Galáctica (como se suponía), reemplazando las causas en que los Vengadores estaban al otro lado del universo y no porque Kang los saco del tiempo, donde Yellowjacket y Spider-Man habrían buscado a Sentry (quien originalmente debía haber sido introducido en "Asalto a la 42" y tener un episodio centrado en él). También se menciona, por parte de Josh Fine, que la princesa Ravonna habría despertado de su estasis en el laboratorio de Reed Richards y estaría buscando liberar a Kang con las Ranas de Salomón, causado porque los Vengadores colapsaran el agujero de gusano Kree y evitaron la destrucción del sol de la Tierra, lo cual evito el evento que destruyó la futura Tierra de la línea temporal de Kang. Debido a cambios de guion por mandatos de arriba (Man of Action Studios y Jeph Loeb), el hilo de Ravonna quedó pendiente, por lo que más tarde, cuando Christopher Yost estaba trabajando en los cómics de la serie, decidió abordarlo como semilla para una posible 3.ª temporada. También se menciona, en un guion original de "Powerless", que Loki estaba aprisionado en un rincón del Ygdrasil y que Amora la Encantadora se habría liberado de la posesión de Surtur y estaba sirviéndola con libre albedrío (debido al rechazo constante de Thor y no haberlo salvado en el episodio de la Balada de Beta Ray Bill, haciéndola más Nihilista y perdiendo la fe en el valor de la vida), así como que haya sido Ms Marvel y no Iron Man uno de los objetivos de los villanos para perder sus poderes (junto a un énfasis en Ojo de Halcón); además de que Odin tendría una escena donde perdía su ojo y sería reemplazado por Kurse, mientras Amora acusaría a Loki (revelando tener heridas graves en la cara por el ácido de la Serpiente de Midgard) de intentar traicionarlo por querer usar sus poderes para sus propios planes de conquistar Asgard en vez de contribuir al Ragnarok. Otros planes para la tercera temporada mencionados por Josh Fine incluían la continuación de la historia de Ragnarok, teniendo a Thor como el foco de la trama, y una historia inspirada en Avengers vs. X-Men, además de darle a Carol Danvers el rango de "Capitana Marvel". Así como presentar a personajes como Hércules, Morgan le Fay, Taskmaster, Wanda Maximoff, Pietro Maximoff, Caballero Negro, Stephen Strange, etc.
En el año 2012, el diseñador de personajes de la serie, Thomas Perkins, realizó una serie de concept-arts de cómo podría haber sido las historias para episodios de una 3.ª temporada. Los personajes que aparecían en el arte incluían a los Nuevos Vengadores, Hombre Imposible, Pájaro Burlón, Human Fly, Rom the Spaceknight, Crystar, Deathlok, Caballero Negro, U-Foes, Adam Warlock, Daimon Hellstrom, Morbius, Barón Sangre, 3-D Man, Omega the Unknown, Capitán Universo (con Janet Van Dyne con la Fuerza enigma), Bill Foster (futuro Goliat, aunque siendo el nuevo Giant-Man) Mónica Rambeau, Machine Man, Shuma-Gorath, Uatu el vigilante y miembros de los X-Men como Cíclope, Jean Grey, Rogue (con poderes de Ms Marvel, pudiéndose adaptar su icónica rivalidad por absorber accidentalmente la personalidad y alma de Carol Danvers), Nightcrawler, Tormenta, entre otros. También hizo ilustraciones de Black Bolt de los Inhumanos y el Super-Adaptoide.
En septiembre del año 2020, por el aniversario de los 10 años desde el estreno de la serie, Christopher Yost reveló una sinopsis sobre sus planes para cada episodio de la 3.ª temporada cancelada (así como revelar las primeras hojas del guion del 1.er episodio de la 3.ª temporada), que incluía personajes que nunca llegaron al programa. Por ejemplo, héroes como el Doctor Extraño, Bruja Escarlata, Quicksilver (estos 2 se habrían unido a los Vengadores), Tigra (que sería un miembro fundador de los Vengadores de la Costa Oeste), Nova (Richard Rider), Namor, Los Defensores etc. Así como villanos como: Pesadilla, Magneto, la Hermandad de Mutantes, Modred el Místico, Kulan Gath, el Alto Evolucionador, Chthon, la Serpiente de Midgard, Rama-Tut (una versión de Kang en otra época), Juggernaut, los Brood, etc. Así como introducir elementos y ubicaciones importantes como la Corona Serpiente, la Espada crepuscular, el Darkhold, la Fuerza Fénix (junto a la Fénix Oscura), Viajes en el tiempo, la Montaña Wundagore o el Cuerpo Nova. Además de especies como los Demonios de fuego, los Mutantes, los Atlanteanos, los Inhumanos, los New-Men, los Deviants, los Eternos o los Celestiales. Incluido la continuación del arco de personajes u organizaciones con tramas inconclusas como: Surtur, la Encantadora, Hombre Maravilla, Loki, Hydra, Shield, los Amos del Mal, Gravitón, Kang el Conquistador, Ultron, etc. Habiendo indicios de adaptar arcos como Ragnarok, Dark Phoenix Saga, Evolutionary war, House of M. Y que el final de la 3.ª temporada sea una adaptación de Heroes Reborn, por el que Wanda Maximoff y Jean Grey contenieran a la Fuerza Fénix en una dimensión de bolsillo, donde los X-Men se sacrificarían para mantenerla allí y se de una conexión con la escena inicial de la serie Wolverine and the X-Men. Josh Fine comentó que si bien estaba muy entretenido con la sinopsis que leyó, el equipo de redacción original no los discutió.
Además, con respecto a la Cuarta Temporada, Cristopher Yost mencionó que la primera mitad se llamaría "Under Siege", mientras que la segunda mitad se apodaría "Infinity Quest". La trama de "Under Siege" habría sido una adaptación del cómic "Acts of Vengeance" que hubiera involucrado una historia de corte político y de carácter global, con el Dr Doom como villano principal en su búsqueda por conquistar el mundo, reuniendo a los mejores supervillanos del planeta (probablemente el Mandarín, Magneto, Cráneo Rojo, Kingpin, Mago y Loki según el cómic original) para poner a los Vengadores en fuga, viajando a muchos lugares internacionales, apareciendo villanos y estrellas invitadas ajenas a los Estados Unidos; a su vez, también debía suceder una invasión de Hydra y Norman Osborn (Duende Verde) a Asgard, adaptándose la historia Siege y probablemente Dark Avengers. La trama de "Infinity Quest" habría sido sobre los Ancianos del Universo buscando las gemas del infinito para destruir el universo (Tierra-8096) y elevarse a sí mismos como dioses en el nuevo firmamento del multiverso, obligado a los Vengadores a dispersarse a través de los rincones más cósmicos del universo Marvel; también se consideró el regreso de Galactus y presentar al Beyonder y al Hombre Molécula en esta parte de la temporada. A su vez, Josh Fine mencionó que en los planes de la 4.ª temporada estaba la presentación del Acta de registro de superhumanos y que se diera una adaptación de la Guerra Civil como consecuencia de las propuestas de Maria Hill y Dell Rusk en la 2.ª temporada.
En cuanto a una Quinta Temporada, solo se ha revelado el interés de haber adaptado el arco de las Secret Wars (con el protagonismo de los Beyonders), lo cual habría involucrado a todos los equipos de héroes y villanos, junto a todos los personajes posibles de Marvel Comics, dentro de una saga que habría abarcado toda la temporada.
Después de la abrupta cancelación que dejó a los productores descontentos, y aunque aceptaron que aún sería poco probable, Christopher Yost y Josh Fine hablaron desde entonces sobre su renovado interés en continuar con la serie. Habiendo mostrado su apoyo al movimiento en Twitter de #Savetheyostverse.